# Pokémon Super Mystery Dungeon
Pokémon Super Mystery Dungeon (ポケモン超不思議のダンジョン, Pocket Monsters Chō Fushigi no Danjon) é um jogo eletrônico roguelike da Pokémon Mystery Dungeon desenvolvidos pela Pico Chunsoft, publicado pela The Pokémon Company e distribuído pela Nintendo para o console de jogo portátil Nintendo 3DS. Como seus predecessores, os jogadores controlam um humano que despertou como um Pokémon em um mundo inteiramente preenchido por Pokémon e deve viajar por masmorras completando missões e lutando contra inimigos. O jogo foi lançado no Japão em 17 de setembro de 2015, na América do Norte em 20 de novembro de 2015, na Europa em 19 de fevereiro de 2016 e na Austrália em 20 de fevereiro de 2016.

## Jogabilidade
Como seu predecessor, Super Mystery Dungeon é um RPG dungeon-crawling rogue-like apresentando personagens e ambientes 3D. Os jogadores assumem o papel de um dos 20 Pokémon (que incluem todos os 18 Pokémon iniciais de todas as seis gerações da série principal, junto com Pikachu e Riolu), que se juntam a um parceiro, também escolhido um dos mesmos 20 Pokémon, que os acompanha em sua jornada por masmorras geradas por procedimentos cheias de inimigos e armadilhas enquanto ajudam a interromper uma grande crise e salvar o mundo Pokémon. O jogo apresenta todos os 720 Pokémon lançados no momento do lançamento.

## Desenvolvimento
Em Abril de 2015, editores da revista Famitsu DS+Wii afirmou que um novo jogo Pokémon seria revelado no mês seguinte, e que mais detalhes viriam em uma edição futura. Pokémon Super Mystery Dungeon foi posteriormente anunciado oficialmente pela The Pokémon Company e Nintendo através de um comunicado à imprensa em 21 de maio, confirmando o lançamento do jogo para o final de 2015 no Japão e na América do Norte, e no início de 2016 na Europa. Como as entradas anteriores na sub-série Mystery Dungeon, ele foi desenvolvido por Spike Chunsoft. Imagens de jogabilidade do título foram apresentadas pela primeira vez em uma transmissão Nintendo Direct em 31 de maio de 2015, junto com uma data de lançamento final no Japão.